# Spiracme triangulosa
Spiracme triangulosa is een spinnensoort uit de familie van de krabspinnen (Thomisidae).
De wetenschappelijke naam van de soort werd in 1894 als Xysticus triangulosus gepubliceerd door James Henry Emerton.